# Aoyagi
Aoyagi ou Seiryu (青柳, Salgueiro verde) é um kata de caratê que foi criado pelos mestres Yasuhiro Konishi e Kenwa Mabuni. A forma parece ter sido o resultado dos estudos sobre a compleição feminina, que é geralmente delicada, e como tal aspecto poderia ser levado em conta para o uso de técnicas menos agressivas mas com escopo pragmáticos de defesa pessoal. Conjugaram forças os mestres Mabuni, Morihei Ueshiba — fundador do aiquidô — e Konishi — experto em jiu-jitsu e kendo.

## História
Na décade de 1930, quando treinavam e estudavam juntos os mestres Yasuhiro Konishi, Morihei Ueshiba, Hironori Otsuka e Kenwa Mabuni, foi solicitado ao primeiro, já que tinha trânsito nas forças armadas e administração pública, que desenvolvesse um técnica de defesa específica para o público feminino. Por essa época, ela já tinha formatado um kata, cujo nome era Seiryu.
Aproveitando também a convívio cerrado com outros renomados mestres, Sensei Konishi logo se dirigiu a Kenwa Mabuni para somassem forças e lograssem atender a solicitação do Exército Imperial. O escopo ainda era, como muitos outros fizeram, elaborar um exercício que fomentasse o aprendizado do caratê para técnicas mais avançadas. Assim, nasceu o kata Seiryu, cujo cerne contém as técnicas e o espírito de ambas as escolas.
Finalizado o primeiro arranjo, o kata foi levado à avaliação do mestre de Daito-ryu jiu-jitsu e criador do aiquidô, Sensei Morihei Ueshiba, o qual apreciou muito os esforços e o resultado destes, pero sugeriu que fossem feitas algumas alterações, no sentido de tornar as técnicas mais suaves e fluidas, e executado conforme o gênero do aprendiz, isto é, o kata deveria ser executado diferentemente por homens e mulheres, em razão da proteção de áreas sensíveis.
O resultado final entonces foi a síntese da essência das técnicas suaves, que são correntes no jiu-jitsu e no aiquidô: ao invés de se contrapor um golpe com um bloqueio puro e simples, usa-se da força contra-se despendida, redirecionando-a de volta ao atacante; esse espírito é manifesto no nome do kata, no qual o kanji "ao" quer dizer "verde" e "yanagi", "salgueiro", dessarte, tal e qual um salgueiro novo é flexível contra um vento forte, o que o faz perdurar, assim uma pessoa deve ser, flexível, adaptável, branda.
Outros, contudo, apontam que a forma teria sido criada já nos idos de 1915, quando Sensei Mabuni, em acatamento de comando de seu mestre Anko Itosu, empreendeu uma viagem (musha shugyo), no fito de promver o desenvolvimento pessoal e de seus conhecimentos marciais.

Durante o percurso, era necessário ir-se de barco. A cert'altura, mestre Mabuni atracou seu barco na margem de certo rio, sendo atacado durante a noite. Entrementes, o carateca conseguiu repelir o ataque, subjugando os líderes e espantando os demais. Mas o retorno da quadrilha era certa, pelo que Mabuni ocultou-se mais para dentro da terra firme no arvoredo de salgueiros.
Amanhecido o dia, o mestre tinha ficado admirado daquela planta e buscou saber mais delas. Descobriu que eram muito resistentes ao ventos e às intepéries e eram também adaptáveis.

## Características
Grosso modo, diz-se que a forma é uma composição e sintetização de técnicas buscadas em outros kata. Possui vinte kyodo, e mostra precipuamente técnicas manuais, isto é, há a execução da base tsuruashi dashi, que pode ser interpretada em bunkai como um golpe de hiza ate.